# Control de vectores

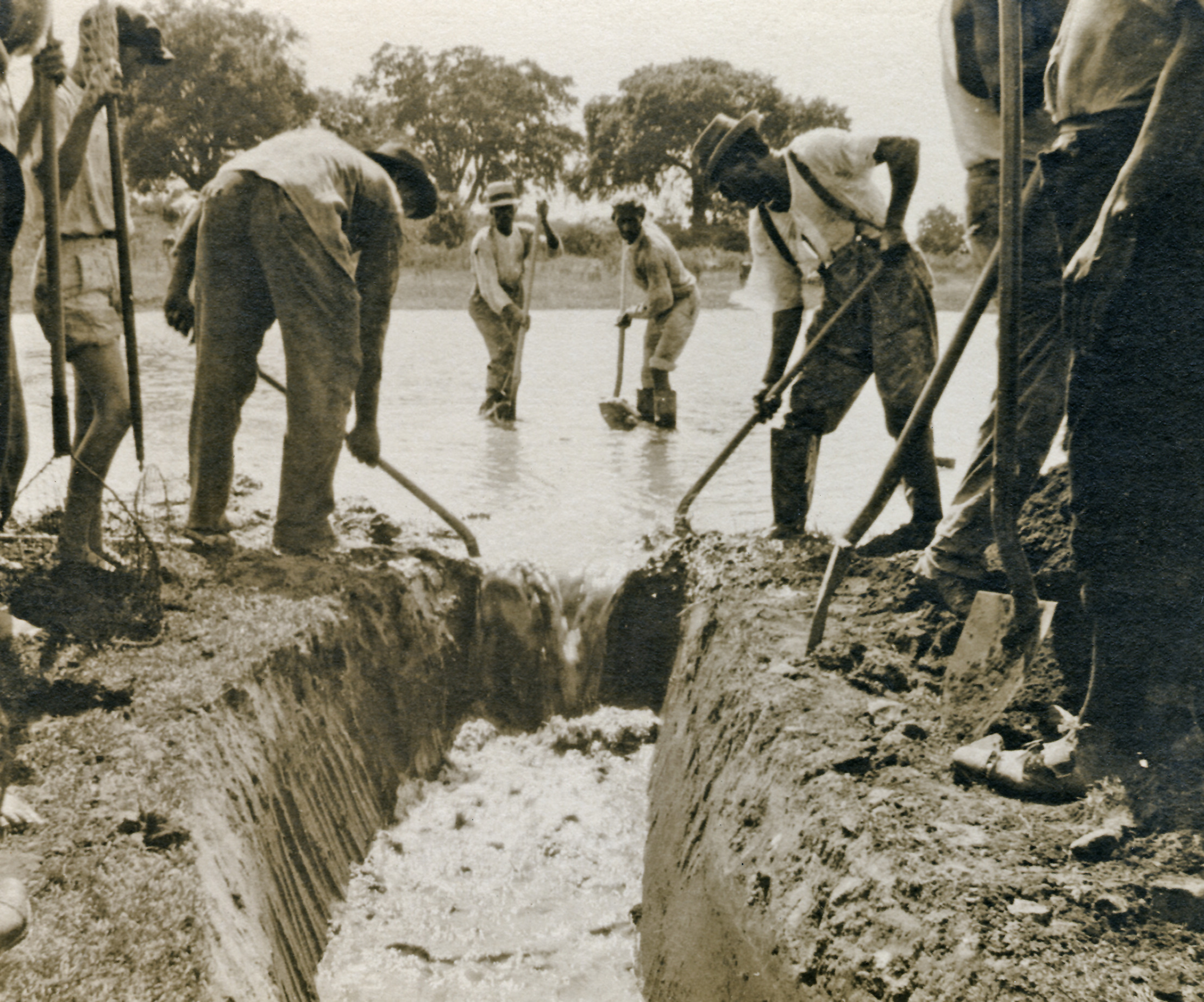
Control de vectores llevado a cabo en el sur de los Estados Unidos durante la década de 1920.

El Control de Vectores es cualquier método utilizado para limitar o erradicar a los mamíferos, aves, insectos u otros artrópodos (colectivamente llamados "vectores") que transmiten patógenos infecciosos. El control de vectores más frecuente es el control de mosquitos utilizando una variedad de estrategias. La mayoría de las enfermedades tropicales desatendidas son propagadas mediante dichos vectores.

## Importancia
Para enfermedades que no tienen una cura efectiva como el virus del Zika, la Fiebre del Nilo Occidental y el Dengue, el control de vectores es la única forma de proteger poblaciones humanas.
Sin embargo, incluso para las enfermedades transmitidas por vectores con tratamientos efectivos, el alto costo de éstos se convierte en una barrera enorme para atender a grandes poblaciones de naciones en vías de desarrollo. A pesar de ser tratable, la malaria representa por mucho, el mayor riesgo a la salud humana generado por vectores. En África, un niño muere cada minuto de esta enfermedad y, a pesar de eso, dicha cifra representa una disminución de más del 50% desde el año 2000 gracias al control de vectores. La OMS estima que en las naciones donde la malaria está bien establecida, se pierde el 1.3% del ingreso económico anual debido a la enfermedad. Tanto la prevención mediante el control de vectores como el tratamiento de las enfermedades son necesarias para proteger a la población.
Así como el impacto de las enfermedades y los virus son devastadores, la necesidad de controlar los vectores de transmisión se vuelve una prioridad. El control de vectores en varios de los países en vías de desarrollo puede tener un impacto enorme para disminuir la tasa de mortalidad, especialmente en los niños. Debido a la gran movilidad de la población, la propagación de enfermedades también es un gran problema en dichas áreas.
Así como muchos de los controles de vectores son efectivos contra muchos tipos de enfermedades, pueden integrarse para combatir múltiples enfermedades a la vez. La OMS por lo tanto, recomienda el "manejo integrado de vectores" como el proceso para el desarrollo e implementación de estrategias para el control de vectores.

## Métodos
El control de vectores se enfoca en utilizar métodos preventivos para controlar o eliminar las poblaciones de vectores. Algunas de las medidas preventivas más comunes son:

### Control ambiental y de hábitat
Remover o reducir las áreas donde los vectores fácilmente se pueden reproducir puede ayudar a mitigar su crecimiento. Por ejemplo, la remoción de agua estancada, la destrucción de llantas viejas y contenedores que puedan servir como criaderos de mosquitos así como un buen manejo del agua residual puede reducir las áreas de incidencia de vectores.
Otros ejemplos de control ambiental es la reducción de la prevalencia de la defecación al aire libre o la mejora de los de los diseños y mantenimiento de las letrinas. Esto puede reducir la incidencia de las moscas (vectores) esparciendo enfermedades mediante el contacto con las heces fecales o personas infectadas.

### Reducción de contacto
El limitar la exposición a los insectos o animales que se sabe acarrean enfermedades puede reducir el riesgo de infección significativamente. Por ejemplo, las cubiertas de colchones, doseles de cama o mosquiteras para las ventanas pueden reducir el riesgo de contacto con vectores. Para que esto sea efectivo, se requiere la promoción de los métodos en la población para aumentar la conciencia del riesgo.

### Control químico
Los insecticidas, larvicidas, rodentocidas, trampas para huevos y repelentes pueden ser usados como control de vectores. Por ejemplo, los larvicidas pueden ser usados en criaderos de mosquitos; los insecticidas pueden ser aplicados en las paredes de las casas o en los doseles de las camas y el uso de repelentes personales pueden disminuir la incidencia de mordeduras o picaduras de mosquitos y, con ello, la infección. El uso de pesticidas para el control de vectores es promovido por la OMS y ha probado ser altamente efectivo.

### Control biológico
El uso de depredadores naturales de los vectores, así como toxinas bacterianas o compuestos botánicos puede ayudar a controlar las poblaciones de vectores. Al utilizar peces que comen larvas de mosquito (como el pez gato) puede erradicar la población de mosquitos. Otra opción es introducir machos estériles de moscas tsetse para reducir las tasas de reproducción.